# Jesús Solana
Jesús Ángel Solana Bermejo (ur. 25 grudnia 1964 w Arnedo) – piłkarz hiszpański grający na pozycji lewego obrońcy. W swojej karierze 1 raz wystąpił w reprezentacji Hiszpanii.

## Kariera klubowa
Karierę piłkarską Solana rozpoczął w klubie Real Madryt. Początkowo grał w rezerwach Realu, a w 1986 roku awansował do kadry pierwszego zespołu Realu. 28 marca 1986 zadebiutował w Primera División w zremisowanym 0:0 domowym meczu z Realem Saragossa. W tym samym roku zdobył z Realem Puchar UEFA (grał w obu finałowych spotkaniach z 1. FC Köln), a także wywalczył swój pierwszy w karierze tytuł mistrza Hiszpanii. Swojego pierwszego gola w Primera División strzelił 13 sierpnia 1987 w meczu z Realem Saragossa (3:1). W latach 1987–1990 zdobył swoje kolejne cztery mistrzostwa kraju. Wraz z Realem zdobył też Puchar Króla w 1989 roku i trzykrotnie Superpuchar Hiszpanii w latach 1988, 1989 i 1990. W Realu grał do końca sezonu 1990/1991.
W 1991 roku Solana przeszedł z Realu Madryt do Realu Saragossa. W nowym zespole zadebiutował 31 sierpnia 1991 w zremisowanym 1:1 domowym spotkaniu z Espanyolem Barcelona. Od czasu debiutu był podstawowym zawodnikiem zespołu. W sezonie 1993/1994 zdobył z Realem Puchar Króla. Sukces osiągnął także w Pucharze Zdobywców Pucharów. Wystąpił w finale tego pucharu, wygranym 2:1 z Arsenalem Londyn. W Realu Saragossa Solana występował do zakończenia sezonu 1999/2000. Latem 2000 zakończył karierę piłkarską.
| Sezon   | Klub                 | Kraj      | Rozgrywki        | Mecze | Bramki |
| ------- | -------------------- | --------- | ---------------- | ----- | ------ |
| 1984/85 | Real Madryt Castilla | Hiszpania | Segunda División | 19    | 3      |
| 1985/86 | Real Madryt          | Hiszpania | Primera División | 4     | 0      |
| 1985/86 | Real Madryt Castilla | Hiszpania | Segunda División | 9     | 0      |
| 1986/87 | Real Madryt          | Hiszpania | Primera División | 34    | 2      |
| 1987/88 | Real Madryt          | Hiszpania | Primera División | 22    | 0      |
| 1988/89 | Real Madryt          | Hiszpania | Primera División | 21    | 1      |
| 1989/90 | Real Madryt          | Hiszpania | Primera División | 21    | 0      |
| 1990/91 | Real Madryt          | Hiszpania | Primera División | 26    | 0      |
| 1991/92 | Real Saragossa       | Hiszpania | Primera División | 26    | 1      |
| 1992/93 | Real Saragossa       | Hiszpania | Primera División | 31    | 1      |
| 1993/94 | Real Saragossa       | Hiszpania | Primera División | 33    | 2      |
| 1994/95 | Real Saragossa       | Hiszpania | Primera División | 28    | 0      |
| 1995/96 | Real Saragossa       | Hiszpania | Primera División | 27    | 0      |
| 1996/97 | Real Saragossa       | Hiszpania | Primera División | 39    | 0      |
| 1997/98 | Real Saragossa       | Hiszpania | Primera División | 22    | 0      |
| 1998/99 | Real Saragossa       | Hiszpania | Primera División | 19    | 0      |
| 1999/00 | Real Saragossa       | Hiszpania | Primera División | 8     | 0      |

## Kariera reprezentacyjna
Swoje jedyne spotkanie w reprezentacji Hiszpanii Solana rozegrał 16 listopada 1988 roku. Hiszpania wygrała wówczas 2:0 z Irlandią w spotkaniu eliminacji do MŚ 1990 rozegranym w Sewilli. Solana występował również w reprezentacjach: U-16, U-18, U-21 i U-23.

## Sukcesy
- Mistrzostwo Hiszpanii (5)

Real Madryt: 1985/1986, 1986/1987, 1987/1988, 1988/1989, 1989/1990
- Puchar Króla (2)

Real Madryt: 1989, Real Saragossa: 1994
- Superpuchar Hiszpanii (3)

Real Madryt: 1988, 1989, 1990
- Puchar UEFA (1)

Real Madryt: 1985/1986
- Puchar Zdobywców Pucharów (1)

Real Saragossa: 1994/1995